# Agriocnemis interrupta
Agriocnemis interrupta là một loài chuồn chuồn kim trong họ Coenagrionidae.
Agriocnemis interrupta được Fraser miêu tả khoa học năm 1927.